# 1990 au Nouveau-Brunswick
Chronologie du Nouveau-Brunswick
- 1986
- 1987
- 1988
- 1989
- 1990
- 1991
- 1992
- 1993
- 1994

Cette page concerne des événements survenus en 1990 dans la province canadienne du Nouveau-Brunswick.

## Événements
- Création de la franchise des Canadiens de Fredericton.
- 15 février : inauguration du Palais Crystal à Moncton.
- 21 mars : le premier ministre du Nouveau-Brunswick Frank McKenna fait connaître une proposition visant à amender l'Accord du lac Meech, un projet de réforme constitutionnelle pour qu'il soit plus acceptable aux provinces anglophones. L'un des amendements propose l'obligation pour Ottawa de protéger la dualité linguistique dans chacune des provinces.
- 22 mars : malgré les réserves du Québec, Ottawa décide de créer un comité présidé par le ministre Jean Charest dans le but d'étudier la proposition McKenna.
- 17 mai : le rapport Charest est déposé, endossant toute la proposition McKenna.
- 3 au 8 juin : une conférence de la dernière chance se tient à Ottawa. Les premiers ministres parviennent à une entente pour sauver l'Accord du lac Meech. La notion de société distincte est préservée mais les provinces anglophones parviennent à faire endosser par le Québec certains amendements de la proposition McKenna. L'accord sera rejetée le 22 juin.
- 30 août : l'ancienne députée et ministre Nancy Teed est nommé sénatrice.
- 7 septembre : L'ancien premier ministre provinciale Richard Bennett Hatfield est nommé sénateur.
- 12 septembre : Noël Kinsella est nommé au Sénat du Canada.
- 23 septembre : Mabel Deware est nommée au Sénat du Canada.
- 27 septembre : James W. Ross est nommé au Sénat du Canada.
- 10 décembre : le chef du Parti libéral, Jean Chrétien, remporte l'élection partielle de Beauséjour, à la suite de la démission de Fernand Robichaud[1].
- 13 décembre : le Site Diggity devient un site historique provincial.
- 29 décembre : le pont de Point Wolfe s'écroule à la suite du dynamitage d'un rocher qui le menaçait. Il sera reconstruit durant l'été 1992.

## Naissances
- Justin Bourque, meurtrier.
- Lisa LeBlanc, auteure-compositrice-interprète.
- 16 janvier : Kelsey Tessier, joueur de hockey sur glace.
- 8 février : Mike Thomas, joueur de hockey sur glace.
- 14 juin : Patrice Cormier, joueur de hockey sur glace.
- 7 août : Jake Allen, joueur de hockey sur glace.

## Sources et références
1. ↑  Bilan du Siècle